# Estudo Transcendental n.º 11

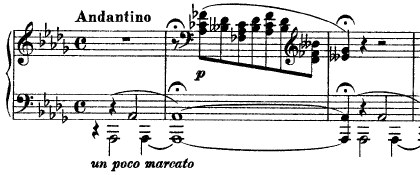
Os primeiros três compassos do Estudo Transcendental n.º 11

A peça, juntamente com o 'Chasse-neige', é considerada a mais artística e estética dos 12 Estudos. Muitos o consideram o mais belo e emocionante disparado. Também é considerada uma das mais fáceis, ao menos se comparada com o Estudo Transcendental Nº5 Feux Follet, já que uma obra tão difícil não pode receber tal denominação.

## Imagem visual
Como o nome sugere, esta peça foi baseada na noite, onde sinos balançam no meio da noite. A peça começa com pequenos e baixos sinos, mas uma hora explode nos sinos maiores e mais barulhentos, e finaliza com os últimos e mais baixos.

## Inovações
Nesta peça, Liszt faz experiências com Politonalidade, e os compositores Impressionistas a descrevem como "à frente do seu tempo". Ela está na Forma-sonata.

## Origem
Estranhamente, "Harmonies du Soir" é um Estudo que foi extraído da obra "Estudo em Doze Exercícios Nº7" (o sétimo Estudo da primeira versão dos doze Estudos), que era um Estudo baseado em alternâncias de mãos. Porém, não há muitas similaridades entre as melodias.